# 손망
손망(孫壾, ? ~ ?)은 중국 삼국 시대 동오의 황족으로, 자는 거(昷)이다. 휘와 자는 아버지 경제(景帝)가 피휘의 번거로움을 막기 위하여 직접 지어낸 글자이다.

## 생애
경제의 삼남이다.
원흥(元興) 원년(264) 10월, 말제(末帝)에 의해 양왕(梁王)에 봉해졌다.
감로(甘露) 원년(265) 7월, 말제는 예장왕(豫章王) 손완(孫𩅦) · 여남왕(汝南王) 손굉(孫𩃙) · 진왕(陳王) 손보(孫𠅨)를 죽였다. 이로써 손망의 형제들은 모두 죽었으나, 손망 본인은 어떻게 되었는지 기록이 전해지지 않는다.